# Cabanatuan

Cabanatuan, Nueva Ecija

Cabanatuan (Tagalog: Lungsod ng Kabanatuan) ist eine philippinische Stadt in der Provinz Nueva Ecija.
1899 wurde Cabanatuan kurzzeitig Sitz der Regierung von Emilio Aguinaldo während der ersten philippinischen Republik, während Sitz des Revolutionskongresses im benachbarten San Isidro residierte, nachdem Malolos und Calumpit in der Provinz Bulacan von den US-Amerikanern erobert wurde.

## Baranggays
Cabanatuan ist politisch unterteilt in 89 Barangays.
| - Aduas Centro (Aduas) - Bagong Sikat - Bagong Buhay - Bakero - Bakod Bayan - Balite - Bangad - Bantug Bulalo - Bantug Norte - Barlis - Barrera District (Poblacion) - Bernardo District (Poblacion) - Bitas - Bonifacio District (Poblacion) - Buliran - Caalibangbangan - Cabu - Campo Tinio - Kapitan Pepe (Poblacion) - Cinco-Cinco - City Supermarket (Poblacion) - Caudillo - Communal - Cruz Roja - Daang Sarile - Dalampang - Dicarma (Poblacion) - Dimasalang (Poblacion) - Dionisio S. Garcia | - Fatima (Poblacion) - General Luna (Poblacion) - Ibabao Bana - Imelda District - Isla (Poblacion) - Calawagan (Kalawagan) - Kalikid Norte - Kalikid Sur - Lagare - M. S. Garcia - Mabini Extension - Mabini Homesite - Macatbong - Magsaysay District - Matadero (Poblacion) - Lourdes (Matungal-tungal) - Mayapyap Norte - Mayapyap Sur - Melojavilla (Poblacion) - Obrero - Padre Crisostomo - Pagas - Palagay - Pamaldan - Pangatian - Patalac - Polilio - Pula - Quezon District (Poblacion) - Rizdelis (Poblacion) | - Samon - San Isidro - San Josef Norte - San Josef Sur - San Juan Pob. (Acofa) - San Roque Norte - San Roque Sur - Sanbermicristi (Poblacion) - Sangitan - Santa Arcadia - Sumacab Norte - Valdefuente - Valle Cruz - Vijandre District (Poblacion) - Villa Ofelia-Caridad - Zulueta District (Poblacion) - Nabao (Poblacion) - Padre Burgos (Poblacion) - Talipapa - Aduas Norte - Aduas Sur - Hermogenes C. Concepcion, Sr. - Sapang - Sumacab Este - Sumacab South - Caridad - Magsaysay South - Maria Theresa - Sangitan East - Santo Niño |